# Живой как жизнь
«Живой как жизнь» — книга Корнея Чуковского, посвящённая развитию русского языка, культуре речи, «мнимым и подлинным» болезням слов. Книга ввела в обиход термин «канцелярит» и вызвала ряд дискуссий в прессе. Впервые вышла в свет в 1962 году (издательство «Молодая гвардия»).

## Содержание
Нельзя говорить
- Жа́люзи
- Зво́нит
- Изба́ловать
- Красиве́е
- Мусоропро́вод
- Опёка
- Преми́ровать
- Танцовщи́ца
- Ходата́йство

Надо говорить
- Хода́тайство

Книга открывается воспоминаниями о том, с какой щепетильностью относился к языку юрист Анатолий Кони: он мог простить многие человеческие слабости, но был непримирим к собеседникам, искажающим русскую речь. Кони считал, что слово «обязательно» следует употреблять лишь в старом, исконном значении — «любезно», «услужливо» («В отношении к нам он поступал обязательно»); новый его смысл, близкий к наречию «непременно», вызывал у адвоката бурный протест.
Непрерывное развитие речи приводит к тому, что старые слова обретают новое значение, утверждает далее автор. Если в былые времена слово «воображает» значило «фантазирует», то в XX веке так стали говорить о человеке, который задаётся. Слово «зачитал» прежде предполагало некое мошенническое действие (взял книгу и не вернул); теперь оно подразумевает чтение вслух («Был зачитан проект резолюции»).
Воспроизводя «биографию слов», писатель напоминает, что в XVII столетии изысканное блюдо, ставившееся на боярский стол, называли кавардаком; позже этим словом нарекли солдатский суп-болтушку; спустя века́ за ним закрепилось иное значение — «путаница, сумятица». Столь же долгий путь прошло прилагательное «щепетильный»: если во времена Пушкина оно означало «галантерейный», то современные словари дают ему иное определение — «строго принципиальный».
В главе «Умслопогасы» рассказывается о моде на сложносоставные слова, которая пришла в язык после Октябрьской революции. Так, первые сберегательные кассы появились в России в середине XIX века, однако их сокращённый вариант — «сберкассы» — стал повсеместно употребляться лишь после 1917 года. Примером «запоздалого словесного сплава» оказался и МХАТ; в досоветскую эпоху этой аббревиатуры не существовало, и зрители говорили: «Достали билет в Художественный?» В 1920-х годах молодые люди назначали друг другу свидания «на Твербуле у Пампуша» — так в ту пору сокращённо называли памятник Пушкину на Тверском бульваре.
В заметках о «вульгаризмах» автор называет русский язык одним из самых целомудренных в мире; при этом попытки изъять из него фривольные или «низкие» темы он воспринимает как ханжество. Изучая читательскую почту, писатель сообщает, что одного из эстетов покоробило слово «штаны» в стихотворении Маяковского («Я достаю из широких штанин»); другие сочли необходимым запретить «Декамерон» и «Графа Нулина» за то, что эти книги «разжигают чувственность». В главе «Канцелярит» повествуется о том, как язык официальных документов, проникая в повседневную речь, вытесняет живое слово. В итоге возникает множество штампов: «надо отметить», «необходимо указать», «следует иметь в виду».

## История создания
Работа над книгой сопровождалась участием Чуковского в дискуссиях о чистоте русской речи. Поводом к ним стал выход повести Василия Аксёнова «Звёздный билет», герои которой изъяснялись на языке, далёком от литературной нормы. Защищая Аксёнова от нападок критиков, протестовавших против использования жаргонизмов в художественных произведениях, Чуковский на страницах «Литературной газеты» напомнил, что «изрядная доля людоедских словечек создана в противовес ханжески-благонамеренной речи, которую разные человеки в футлярах продолжают культивировать в школе».
Тема была продолжена на страницах газеты «Литература и жизнь»: там вышла большая подборка читательских откликов на статью Чуковского. Авторы писем, среди которых было много учителей, возмущались позицией писателя, указывали ему на неправоту, упрекали в неумении защитить язык «от засорения». Ответом Чуковского стали заметки, опубликованные в «Литературной газете»; позже они вошли в книгу «Живой как жизнь»:

Чтобы добиться чистоты языка, надо биться за чистоту человеческих мыслей и чувств. Этого упрямо не желают понять многие из наших пуристов. <...> Они забыли мудрую пословицу: «На зеркало неча пенять, коли рожа крива».
Как вспоминала редактор «Молодой гвардии» Татьяна Сырыщева, которой издательство поручило курировать работу над книгой «Живой как жизнь», за письменный стол 79-летний Чуковский садился обычно в пять часов утра: день начинался с подготовки очередной части рукописи для вёрстки. Иногда, внося правку, писатель надолго задумывался. Сырыщева недоумевала: фраза, которая не устраивала автора, была с виду безупречной. Однако Чуковский зачёркивал её, что-то дописывал на полях, произносил предложение вслух; по собственному признанию, он добивался необходимой точности ритма. Когда в рукописи была поставлена последняя точка, Чуковский отметил в дневнике, что «книжка получилась свежая и, пожалуй, не вредная».
После выхода книги в адрес автора и издательства пришло много писем с вопросами, упрёками и благодарностями. Практически сразу Чуковский начал готовить второе издание. В поисках дополнительного материала он обратился в Институт русского языка, сотрудники которого стали консультантами писателя при доработке «Живого…». По словам лингвиста Леонида Крысина, приезжавшего к Чуковскому в Переделкино, писатель, проявлявший себя как «истинный исследователь», шёл к книге «Живой как жизнь» на протяжении многих творческих десятилетий. Второе издание увидело свет в 1963 году.

## Отзывы
Самые первые рецензии на книгу были сродни письмам, опубликованным в газете «Литература и жизнь»: критики обвиняли автора в  «необоснованном интересе» к молодёжному жаргону. В то же время публицист В. Чернов в статье, напечатанной на страницах журнала «Звезда» (1962, № 9), отметил, что новое произведение Чуковского написано «темпераментно, живо и интересно», а собранные в нём примеры настолько точны, что за каждым из них угадывается человек:

Вот несколько: «Закругляйтесь купаться!», «Ты по какому вопросу плачешь?», «Энти голуби — чистые свиньи, надо их отседа аннулировать!», «Смотри, какие шикарные похороны!» Большая часть примеров — это личные наблюдения автора. «Генварь» и «потрясно» — эти слова (только вдуматься — между ними эпоха!) доводилось слышать писателю.
Писательница Татьяна Толстая, отвечая на вопросы анкеты журнала «Иностранная литература», призналась, что в её персональный список самых значимых произведений входят две книги Чуковского — «Живой как жизнь» и «Высокое искусство» (о переводах). Назвав их «гениальными», Толстая поблагодарила автора за то, что он научил её «видеть и слышать слово».
По мнению исследователя творчества Чуковского Ирины Лукьяновой, неослабевающий интерес читателей к «Живому как жизнь» связан с тем, что писатель рассказывал в книге не только о языке и его недугах, но и об обществе, в котором рождаются эти болезни. Отдельно был выделен составленный Чуковским список слов с указанием «Нельзя говорить» и «Надо говорить»; по мнению Лукьяновой, этот перечень с годами не устарел и «до сих пор хорош для самопроверки».

## Художественные особенности
Чуковский доверительно разговаривал с читателем и увлечённо рассказывал ему, какая это сложная, интересная, саморегулирующаяся система — русский язык; что действительно опасно для него, а с чем он справится сам. С читателем редко беседовали так спокойно и свободно, без набивших оскомину обличений и пафосных воззваний.
Педагог и писатель Лев Айзерман, рассказывая о методах преподавания словесности в разные десятилетия, отдал должное Чуковскому, который в начале 1960-х поддержал своей книгой молодых учителей, «выступавших против педагогического догматизма»:

В главе «Школьная словесность» Корней Иванович писал о том, что задача школьных уроков — «открывать глаза и окрылять сознание», писал и об учителях, которые дружными усилиями вот-вот покончат «с бездумной зубрёжкой готовых схематических формул, со стандартной канцелярской фразеологией учебников, со всей унылой скукотищей, какую нагоняли на школьников старые учебные методы».

Литературный критик Павел Крючков, назвав книгу Чуковского «памятником литературы», отметил, что в XXI веке она сохранила свою актуальность. Это касается и включённого в неё словаря, и «новооткрытого вируса канцелярита», перед которым время оказалось бессильно: к бюрократическому стилю речи так и не удалось «подобрать вакцины». Автор работ по лингвистической поэтике Людмила Зубова при анализе современных языковых процессов сделала отсылку на книгу «Живой как жизнь», напомнив, что Чуковский называл канцелярит «словесной гангреной». Доктор филологических наук Татьяна Шмелёва подчеркнула, что благодаря Чуковскому слово «канцелярит» вошло в лексикон не только публицистов, но и языковедов, посвятивших этому явлению специальные исследования.